# Wild Planet
Wild Planet è il secondo album in studio del gruppo musicale new wave statunitense The B-52's, pubblicato nel 1980.

## Tracce
Lato 1
1. Party Out of Bounds – 3:21
2. Dirty Back Road – 3:21
3. Runnin' Around – 3:09
4. Give Me Back My Man – 4:00
5. Private Idaho – 3:35

Lato 2
1. Devil in My Car – 4:28
2. Quiche Lorraine – 3:58
3. Strobe Light – 3:59
4. 53 Miles West of Venus – 4:53

## Formazione
- Fred Schneider - campanaccio, voce, glockenspiel, tastiere
- Kate Pierson - organo, tastiere, voce
- Keith Strickland - batteria, drum machine, effetti
- Cindy Wilson - percussioni, voce
- Ricky Wilson - chitarre